# Арисменди, Хавьер
Анхель Хавьер Арисменди де Лукас (исп. Ángel Javier Arizmendi de Lucas; род. 3 марта 1984[…], Мадрид) — испанский футболист, полузащитник и нападающий.

## Клубная карьера
Воспитанник футбольной школы клуба «Атлетико».
Во взрослом футболе 2003 года дебютировал выступлениями за команду клуба «Атлетико Мадрид Б», в которой провел один сезон, приняв участие в 32 матчах чемпионата.
В 2004 году начал привлекаться в состав главной команды мадридского «Атлетико», впрочем, закрепиться в ней не смог. Зато в течение 2004—2007 годов играл на условиях аренды за «Расинг Сантандер» и «Депортиво Ла-Корунья». В 2007 году заключил полноценный контракт с «Валенсией», в составе которой сыграл один сезон.
В 2008 году заключил контракт с клубом «Реал Сарагоса», в составе которого провел следующие два года своей карьеры. Большинство времени, проведённого в составе сарагосского «Реала», был основным игроком атакующего звена команды.

## Карьера в сборной
В течение с 2003 по 2005 год привлекался в состав молодёжной сборной Испании. На молодёжном уровне сыграл в 17 официальных матчах, и забил 2 гола.
7 февраля 2007 года дебютировал в официальных матчах в составе национальной сборной Испании.

## Клубная статистика
| сезон            | команда          | матчи | мячи |
| ---------------- | ---------------- | ----- | ---- |
| 2004/05          | Атлетико Мадрид  | 4     | -    |
| 2004/05          | Расинг           | 22    | 3    |
| 2005/06          | Атлетико Мадрид  | 1     | -    |
| 2005/06          | Депортиво        | 17    | 2    |
| 2006/07          | Депортиво        | 33    | 5    |
| 2007/08          | Валенсия         | 30    | 1    |
| 2008/09          | Реал Сарагоса    | 38    | 9    |
| 2009/10          | Реал Сарагоса    | 31    | 6    |
| 2010/11          | Хетафе           | 19    | 2    |
| 2011/12          | Ксамакс          | 13    | 4    |
| 2011/12          | Хетафе           | 3     | 0    |
| 2012/13          | Мальорка         | 21    | 2    |
| 2013/14          | Депортиво        | 17    | 2    |
| Всего за карьеру | Всего за карьеру | 251   | 36   |